# Killer Diller
Killer Diller è un film drammatico del 2004, nel quale sono presenti anche degli elementi musicali, che è stato pubblicato nel 2006 con delle limitazioni. Prodotto dalla Sprocketdyne Entertainment e distribuito dalla Freestyle Releasing, il film è stato scritto e diretto da Tricia Brock e si basa sul romanzo di Clyde Edgerton . Inizialmente fu intitolato Il collo di bottiglia, ma successivamente si optò per cambiare il titolo. È stato proiettato al Southwest Film Festival nel marzo 2004 e al Tribeca Film Festival il 4 maggio 2004.

## Trama
Wesley, (William Lee Scott) un ladro d'auto e musicista che viveva in una casa nel campus di un college cristiano incontra Vernon, (Lucas Black) un pianista autistico che ha bisogno di un amico. Insieme si uniscono ad una band house in difficoltà per creare la Killer Diller Blues Band.

## Riconoscimenti
Tricia Brock ha vinto un Crystal Heart Award all'Heartland Film Festival per il film.